# I Still...
I Still... è un brano musicale della band statunitense Backstreet Boys, estratto come terzo ed ultimo singolo dall'album Never Gone. Fu pubblicato il 27 dicembre 2005 nel Regno Unito e il 31 gennaio 2006 nel resto del mondo ad eccezione degli Stati Uniti, per i quali fu scelto come terzo singolo il brano Crawling Back to You.
I Still... debuttò alla numero 1 alla Classifica dei Singoli Internazionali Giapponese con 20 182 copie vendute solo nella prima settimana dall'uscita, diventando il primo singolo dei Backstreet Boys a fare ingresso subito alla numero 1 in tale classifica.

## Video
Il video musicale  riprende i BSB in un quartiere urbano mentre ripensano ad una ragazza. Vengono ripresi anche singolarmente: Kevin beve in un bar, Howie è in auto, Nick è ad una fermata degli autobus, Brian cammina per la strada e AJ in un vialetto. Il video fu diretto da Matt McDermitt allora diciannovenne, e fu lodato per il suo eccellente uso dell'effetto slow motion.
Ottenne una nomination per il miglior #1 Video da TRL Italia e fu l'ultimo video con Kevin Richardson, prima che abbandonasse il gruppo fino al 2012.

## Tracce
- German CD single

1. "I Still..." – 3:49
2. "Just Want You to Know" (Jason Nevins Remix Radio Edit) – 3:43

- Australian CD single

1. "I Still..." – 3:49
2. "I Still..." (Passengerz Remix) – 3:17
3. "Just Want You to Know" (Jason Nevins Extended Mix) – 6:30
4. "I Still..." (Video) – 3:49

- Japanese CD single

1. "I Still..." – 3:49
2. "I Still..." (Passengerz Remix) – 3:17
3. "Show Me the Meaning of Being Lonely" (Live) – 4:44
4. "Larger than Life" (Live) – 3:58
5. "Just Want You to Know" (Jason Nevins Remix Radio Edit) – 3:43
6. "Just Want You to Know" (Video) – 4:00
7. "I Still..." (Video) – 3:49

## Classifiche

### Classifica settimanale
| Classifica (2006)                        | Posizione più alta |
| ---------------------------------------- | ------------------ |
| Australia ARIA Singles Chart             | 16                 |
| Belgium Ultratop Top 40                  | 16                 |
| Austrian Singles Chart                   | 47                 |
| Dutch Singles Chart                      | 78                 |
| German Singles Chart                     | 45                 |
| Netherlands Top 40                       | 8                  |
| Swedish Singles Chart                    | 35                 |
| Swiss Singles Chart                      | 56                 |
| Japan Oricon International Singles Chart | 1                  |